# Horyzont radiowy
Horyzont radiowy – zasięg rozchodzenia się fal radiowych wielkiej częstotliwości. Jest pozorną linią na powierzchni Ziemi, poza którą nie rozchodzą się takie fale. Istnienie horyzontu radiowego jest wynikiem rozchodzenia się fal wielkiej częstotliwości po linii prostej oraz istnieniu krzywizny powierzchni Ziemi. Horyzont radiowy leży poza linią horyzontu wzrokowego.
Długość horyzontu radiowego:
{\displaystyle d={\sqrt {(}}2*R_{z})*({\sqrt {(}}h_{1})+{\sqrt {(}}h_{2}))}
gdzie:
Rz – to promień zastępczy Ziemi
h1, h2 – wysokości masztów radiowych
Horyzont radiowy ogranicza między innymi zasięg wykrywania stacji radiolokacyjnych (horyzont radiolokacyjny).